# 桃園市立中壢家事商業高級中等學校
桃園市立中壢家事商業高級中等學校（英語：Taoyuan Municipal Zhongli Home Economics and Commercial Senior High School，CLVS），簡稱中壢家商、壢家，位於桃園市中壢區的技術型高級中等學校。

## 校史
- 1955年：桃園縣立初級家事職業學校設立。
- 1955年：高級部設立，更名為桃園縣立中壢家事職業學校。
- 1968年：初級部停止招生；校制改制，定名臺灣省立中壢家事職業學校。
- 1971年：更名為臺灣省立中壢家事商業職業學校。
- 1977年：附設補習學校設立。
- 1985年：綜合商業科分設為會計事務科及商業經營科。
- 2000年：校制改制，定名國立中壢高級家事商業職業學校。
- 2017年：奉准招收男生[1]。
- 2018年：1月1日，改隸桃園市政府轄，更名為桃園市立中壢家事商業高級中等學校。

## 歷任校長
| 任期 | 姓名   | 任職日期   | 離職日期   | 備註                                             |
| ---- | ------ | ---------- | ---------- | ------------------------------------------------ |
| 1    | 陳昌瑞 | 1954年11月 | 1954年11月 | 兼任                                             |
| 2    | 楊治   | 1954年11月 | 1962年4月  |                                                  |
| 3    | 李石壽 | 1962年4月  | 1962年11月 | 兼代                                             |
| 4    | 黃英添 | 1962年11月 | 1978年2月  |                                                  |
| 5    | 張顯章 | 1978年2月  | 1985年2月  | 原省立基隆高級商工職業學校校長轉任，任內退休     |
| 6    | 劉潤民 | 1985年2月  | 1990年2月  | 原任省立羅東高級商業職業學校校長轉任，任內退休   |
| 7    | 徐均   | 1990年2月  | 1993年8月  | 原省立埔里高級中學校長轉任，任內退休             |
| 8    | 陳憲生 | 1993年8月  | 2001年7月  | 原省立頭城高級家事商業職業學校校長轉任，任內退休 |
| 9    | 廖萬連 | 2001年8月  | 2004年7月  | 原國立中壢高級中學校長轉任，任內退休             |
| 10   | 邱茂城 | 2004年8月  | 2006年7月  | 原國立蘇澳高級海事水產職業學校校長轉任，任內退休 |
| 11   | 謝泳波 | 2006年7月  | 2010年7月  | 原國立陽明高級中學校長轉任，任滿退休             |
| 12   | 徐明廷 | 2010年7月  | 2018年7月  | 原國立花蓮高級商業職業學校校長轉任，任滿退休     |
| 13   | 莊祿崇 | 2018年8月  | 2025年7月  | 原桃園市立大溪高級中等學校校長轉任，調回原校     |
| 14   | 林振清 | 2025年8月  | 現任       | 原桃園市立觀音高級中等學校校長轉任               |

## 外部連結
- 桃園市立中壢家事商業高級中等學校 （页面存档备份，存于）